# Joe Young (Songtexter)
Joe Young (* 4. Juli 1889 in New York City; † 21. April 1939 ebenda) war ein amerikanischer Songtexter.
Youngs aktivste Zeit war zwischen 1911 und den späten 1930er-Jahren, als er für eine Vielzahl von Musikproduzenten arbeitete. Im Ersten Weltkrieg sang er für die amerikanischen Truppen in Europa. Zwischen 1916 und 1930 schrieb er eine Reihe von Liedtexten gemeinsam mit Sam M. Lewis, etwa Rock-a-Bye Your Baby with a Dixie Melody (1918), How Ya Gonna Keep ’Em Down on the Farm? (1919), Tuck Me to Sleep (in My Old ’Tucky Home) (1922), I’m Sitting on Top of the World (1925) oder den Jazzstandard Dinah (1925, Musik Harry Akst). 1970 wurde er in die Songwriters Hall of Fame aufgenommen.

## The Laugh Parade
Für die 1931er Broadway-Show The Laugh Parade arbeitete Young mit seinem Texterkollegen Mort Dixon und Komponisten Harry Warren zusammen an seinem langanhaltendsten Erfolg You’re My Everything. Die Darbietung enthielt außerdem:
- Ooh! That Kiss
- Love Me Forever
- That Torch Song
- Joseph Young III

## Spätere Arbeiten
- In a Shanty in Old Shanty Town
- Lullaby of the Leaves
- Snuggled On Your Shoulder, Cuddled In Your Arms
- Was That the Human Thing To Do?
- Something In The Night
- Annie Doesn’t Live Here Anymore
- I’m Growing Fonder of You
- You’re A Heavenly Thing
- Sing an Old Fashioned Song
- Dancing With You

Sein letztes Werk war der bekannte Fats-Waller-Standard I’m Gonna Sit Right Down and Write Myself a Letter, den er 1935 zusammen mit Fred Ahlert schrieb.